# Buldog
De buldog, ook wel bullenbijter, is een type hond dat oorspronkelijk werd gefokt voor de strijd tegen stieren (bullen). Gevechten tussen honden en stieren waren vanaf de 16e eeuw tot in de eerste helft van de 19e eeuw populair in verschillende Europese landen, maar vooral in Engeland. In Engeland werden eerst molossers gebruikt in het stierengevecht, maar in de loop van de 17e en 18e eeuw werd hiervoor de lichtere buldog gefokt.

## Geschiedenis
Bij het gevecht werd een groepje honden ingezet tegen één stier, die doorgaans met een lijn vastzat aan een paal. De honden moesten zich vastbijten in de flanken, de oren en vooral de neus van de stier, om zo het grotere dier tegen de grond te dwingen. De stier werd vervolgens, al dan niet met menselijke hulp, afgemaakt.
Uitgangspunt bij het fokken van de buldog was dat de dieren krachtige, brede kaken moesten hebben, waarbij voor een goede greep de onderkaak verder vooruit stak dan de bovenkaak (ondervoorbijter). Het neusbeen moest kort zijn om een terugliggende neus te krijgen, wat een vrije ademhaling tijdens de beet mogelijk maakte. Verder moest de hond laag zijn, om de stier makkelijk te kunnen ontwijken. En licht, om een vaste greep makkelijker te maken als de hond in de lucht getild werd. Kortom, een muil op pootjes.
Overigens werd niet alleen tegen stieren, maar ook tegen beren en een enkele keer zelfs apen gevochten. En natuurlijk tussen honden onderling. In Engeland betekende het verbod op het vechten met honden in 1835 het einde van het bullenbijten, maar de veel moeilijker te controleren gevechten tussen honden onderling gingen door. Dat betekende dat in de 19e eeuw andere eisen aan de vechthonden gesteld werden, wat zou resulteren in de bulterriër.
De buldog zelf werd in de tweede helft van de 19e eeuw een showras, de Engelse buldog. Omdat praktische eisen geen rol meer speelden, gingen fokkers de kenmerken van het ras tot in het absurde overdrijven. Daarnaast zijn er nieuwe rassen van het buldog type ontwikkeld, waarvan het niet de bedoeling was ze ooit tegen stieren in te zetten. De boxer is ongetwijfeld de meest bekende van deze nieuwe bullenbijters. Sinds jaren 90 lijkt het fokken van varianten op de buldog opnieuw in de mode te zijn. Soms in een poging het oude type te herstellen, in andere gevallen volgt de fokker zijn eigen smaak. Een van deze creaties is de Banter dog, een Amerikaanse herschepping van de oude Brabantse bullenbijter.

## Rasoverzicht
- Engelse buldog
- Franse buldog
- Boxer (hond)
- Ca de Bou
- Amerikaanse buldog
- Olde English Bulldogge & Leavitt bulldog
- Continental bulldog
- Alapaha blue blood bulldog